# Marshall McLuhan
Herbert Marshall McLuhan (ur. 21 lipca 1911 w Edmonton, zm. 31 grudnia 1980 w Toronto) – kanadyjski teoretyk komunikacji.
McLuhan zyskał szeroki rozgłos w latach 60. swoimi pracami i wypowiedziami na temat mediów i komunikacji. Stwierdził, że ludzkość wkracza właśnie w „wiek informacji” a elektroniczne media, zwłaszcza telewizja, stworzyły tak zwaną globalną wioskę, w której „medium jest przekazem” (tj. charakter środka komunikacji ma większy wpływ na odbiorcę niż sama przekazywana wiadomość). Współcześnie uznawany jest za jednego z najwybitniejszych teoretyków komunikowania masowego i środków przekazu.

## Życie i twórczość

### Środowisko rodzinne
McLuhan urodził się w Edmonton (Alberta). Imię Marshall otrzymał na pamiątkę nazwiska babki ze strony matki. W roku 1913 na świat przyszedł jego brat Maurice.
Rodzina McLuhana miała korzenie irlandzkie. Jego pradziadek, William McLuhan, przypłynął do Nowego Świata w roku 1846, aby osiedlić się w regionie Ontario wraz z żoną, trójką dzieci i szwagrem. Dziadek MacLuhana, William jr., poślubił Szkotkę Margaret Grieve. Ich czwartym dzieckiem był Herbert, późniejszy ojciec Marshalla.
Rodzice McLuhana, Elsie Naomi (z domu Hall) i Herbert Ernest McLuhan byli z wyznania metodystami. Matka pochodziła z rodziny od pokoleń mieszkającej w Nowej Szkocji. Była nauczycielką w szkole baptystycznej, a w późniejszym okresie aktorką występującą głównie w salach parafialnych. Ojciec prowadził w Edmonton firmę zajmującą się pośrednictwem w handlu nieruchomościami i polisami ubezpieczeniowymi. Gdy wybuchła I wojna światowa, firma upadła, a ojciec McLuhana zaciągnął się do kanadyjskiej armii. Po roku służby zachorował jednak na grypę i resztę wojny spędził w Kanadzie. W 1937 roku, głównie pod wpływem prac Gilberta Chestertona, McLuhan przeszedł na katolicyzm i do końca życia związany był z instytucjami edukacyjnymi działającymi pod auspicjami kościoła katolickiego. Z żoną Corinne Lewis, również konwertytką na katolicyzm, wychowali sześcioro dzieci. W 1973 roku został nominowany członkiem Papieskiej Komisji Komunikacji Społecznej.

### Młodość
Po opuszczeniu w 1915 roku armii przez Herberta McLuhana rodzina McLuhanów przeniosła się do Winnipeg w Manitobie, gdzie Marshall dorastał, a z czasem też zaczął uczęszczać do średniej szkoły technicznej Kelvin Technical High School. Młody Marshall uchodził wśród bliskich za niezwykle spokojne dziecko, niezbyt towarzyskie, ale odpowiedzialne. Uczył się dość przeciętnie – w szóstej klasie nie otrzymał promocji – dopiero przy poparciu matki otrzymał szansę poprawki po wakacjach. Po ukończeniu dziesiątego roku życia charakter Marshalla zmienił się, kiedy to podjął pracę roznosiciela gazet i nawiązał przy tym bliższy kontakt z rówieśnikami (zorganizował między innymi miejscową drużynę baseballową, a potem hokejową). Wakacje spędzał z bratem, pracując u dziadków na farmie Elm Creek.

### Studia
W 1928 roku McLuhan rozpoczął studia inżynierskie na University of Manitoba. Po kilku miesiącach zmienił jednak kierunek na filologiczny i zaczął studiować literaturę angielską, historię i filozofię. Poznał wówczas m.in. dzieła Thomasa Carlyle'a, Thomasa Macaulaya, Samuela Johnsona, Williama Thackeraya i Williama Szekspira. W następnym roku zapisał się na kurs psychologii i zapoznał się z poglądami Matthew Arnolda (od którego przejął wizję kultury i niektóre poglądy na poezję) oraz Gilberta Keitha Chestertona (od którego nauczył się podważania oczywistości, krytycznego myślenia, zamiłowania do paradoksów oraz pisarstwa polegającego na zestawianiu ze sobą sprzecznych idei). W 1930 roku w studenckim czasopiśmie The Manitoban ukazał się pierwszy jego artykuł Macaulay: What a Man! W tym też roku poznał Irlandkę Marjorie Norris, która stała się jego bliską przyjaciółką. W 1932 roku odbył podróż do Anglii. W 1933 roku uzyskał tytuł licencjata (za osiągnięcia w nauce wyróżniony został wówczas przez uniwersytet złotym medalem). Naukę kontynuował i ostatecznie rok później uzyskał na tym uniwersytecie magisterium z anglistyki (przedkładając pracę na temat twórczości poetyckiej i dramaturgicznej George’a Mereditha). Od dłuższego czasu chciał studiować w Anglii. Nie udało mu się uzyskać stypendium na Uniwersytecie Oksfordzkim, ale przyjęty został do Trinity Hall na Uniwersytecie Cambridge. Mimo że uzyskał wcześniej licencjat i magisterium na University of Manitoba, na Uniwersytecie Cambridge nie uznano jego kanadyjskiego dyplomu i mógł się jedynie zapisać na trzyletnie studia prowadzące do zdobycia tytułu licencjata (z tym, że zaliczono mu awansem jeden rok nauki).
Naukę w Anglii McLuhan rozpoczął jesienią 1934 roku, a ukończył licencjatem w roku 1936. Doświadczenia z Cambridge miały mieć znaczny wpływ na kierunek późniejszej pracy naukowej. Znalazł się wówczas pod wpływem szkoły teoretyczno-literackiej znanej jako „Nowa Krytyka”, studiując pod kierunkiem takich uczonych jak Ivor Armstrong Richards i Frank Raymond Leavis. Miał też okazję zetknąć się m.in. z Jakiem Maritainem oraz Wyndhamem Lewisem, pod wpływem którego zaczął interesować się filmem, reklamą, kulturą popularną, związkami techniki i sztuki oraz różnicami między przestrzenią wzrokową i akustyczną. Zapoznał się z pismami Gilberta Keitha Chestertona, co zaowocowało publikacją G.K. Chesterton: A Practical Mystic. Podczas pobytu w Cambridge McLuhan czytywał też m.in. poezje i teksty krytyczne Thomasa Stearnsa Eliota i Ezry Pounda oraz powieści Jamesa Joyce’a. Przed powrotem do Kanady McLuhan zaprosił swoją irlandzką przyjaciółkę Marjorie Norris do Irlandii, gdzie zwiedził z nią Dublin, podążając śladami autora „Ulissesa”.

### Początki kariery akademickiej
Po studiach wrócił do Kanady, jednak nie mógł tam znaleźć stosownej dla siebie pracy. Ostatecznie został asystentem na Uniwersytecie Wisconsin-Madison (Stany Zjednoczone) i w roku akademickim 1936–1937 wykładał tam literaturę angielską.
Fascynacja osobowością i dziełem Chestertona miała doprowadzić w 1937 roku do przyjęcia przez McLuhana wiary rzymskokatolickiej. Ojciec zaakceptował jego decyzję, ale matka była niepocieszona i uważała, że utrudni mu to dalszą karierę. Przez resztę swojego życia McLuhan nauczał wyłącznie w rzymskokatolickich szkołach wyższych. Religijność McLuhana była głęboka, jednak traktował on wyznanie jako sprawę ściśle prywatną. Przypisywał szczególne znaczenie liczbie trzy (Trójca Święta), a czasami mawiał, że Maryja Panna stanowi dla niego intelektualną przewodniczkę.
W latach 1937–1939 i 1940–1944 wykładał literaturę angielską na Saint Louis University. Zaprzyjaźnił się tam ze swoim uczniem, Walterem J. Ongiem, który napisał pracę doktorską na temat podsunięty mu przez McLuhana i sam stał się później znanym autorytetem w dziedzinie komunikacji i technologii. Poznał też swoją przyszłą żonę, młodą nauczycielkę sztuki aktorskiej Corinne Lewis (ur. 1912 w Fort Worth, zm. 2008 w Toronto), za sprawą której zerwał znajomość z Marjorie Norris. Ślub odbył się 4 sierpnia 1939 i tuż przed wybuchem II wojny światowej McLuhanowie ruszyli w podróż poślubną do Włoch, Francji i Anglii. Podróż ta zakończyła się w Cambridge, gdzie w styczniu 1940 roku McLuhan uzyskał dyplom magistra, a następnie pracował nad doktoratem na temat retoryki i prac szesnastowiecznego dramaturga, satyryka i pamflecisty Thomasa Nashe’a.
Badania, które McLuhan prowadził w ramach swojej pracy doktorskiej, w istotny sposób wpłynęły na jego późniejsze ustalenie związane z oddziaływaniem mediów. Bartłomiej Knosala w książce poświęconej retorycznym inspiracjom myśli McLuhana pisze: "Wszystkie cechy, które McLuhan przypisuje "epistemologii elektrycznej", takie jak nieliniowość, powtarzalność, nieciągłość, intuicyjność, posługiwanie się analogią, a nie kolejnymi argumentami, jak również przywiązywanie większej wagi do formy wypowiedzi niż do treści, autor Galaktyki Gutenberga rozpoznał już wcześniej - pisząc rozprawę doktorską o sporze w obrębie trivium - jako składniki strategii stosowanych przez gramatyków i retorów". Z kolei W. Terrence Gordon, autor przedmowy do The Classical Trivium. The Place of Thomas Nashe in the Learning of his Time zauważa, że w pracy doktorskiej McLuhana znajdowały się nasiona, które dojrzały w jego późniejszych książkach z lat 60. i 70. W twórczości McLuhana inspiracja klasyczną retoryką była na tyle znacząca, że Donald Bryant uznaje autora Galaktyki Gutenberga za jednego z tzw. nowych retorów, umieszczając go obok I. A. Richardsa, Richarda Weavera, Chaima Perelmana i Kennetha Burke'a.
W chwili wybuchu II wojny światowej McLuhan przebywał w Anglii. Uzyskał wówczas pozwolenie, by swoją pracę przedłożyć zdalnie, ze Stanów Zjednoczonych, bez wymogu ustnej obrony w samym Cambridge. McLuhan wrócił wówczas (1940) do Ameryki, by kontynuować pracę nauczyciela akademickiego na Saint Louis University. Ostatecznie uzyskał doktorat w grudniu 1943 roku. Następnie McLuhanowie przeprowadzili się do Kanady.
W latach 1944–1946 McLuhan nauczał na Assumption College w Windsorze (Ontario). W 1944 roku doszło do jego spotkania z historykiem i krytykiem architektury Sigfriedem Giedionem, którego poglądy zawarte w publikacji Przestrzeń, czas i architektura wywarły wpływ na kształt późniejszej pracy McLuhana The Mechanical Bride: Folklore of Industrial Man, inspirowanej również myślą F.R. Leavisa.
Po II wojnie światowej zainteresowania badawcze McLuhana zaczęły ulegać zmianie. Nadal pisywał szkice poświęcone literaturze angielskiej (m.in. eseje na temat twórczości Williama Faulknera, Chestertona, Pounda, Joyce’a i Eliota), stopniowo coraz więcej uwagi poświęcał jednak problematyce kultury masowej. Pisał artykuły na temat reklamy oraz eseje o związkach poezji i kina, coraz częściej zwracał się też ku refleksji nad techniką.
W 1946 roku przeniósł się na University of Toronto, gdzie wykładał w katolickim St. Michael’s College. Jednym z jego ówczesnych studentów był kanadyjski literaturoznawca William Hugh Kenner (bliższą znajomość z nim zawarł w 1947 roku), a jednym z jego akademickich kolegów był Harold Innis, który wywarł znaczny wpływ na kształt prac McLuhana. Z Williamem Hugh Kennerem wyjechał do Waszyngtonu na spotkanie z poetą Ezrą Poundem, którego poglądy wywarły wpływ na twórczość McLuhana (szczególnie na późniejszą pracę From Cliché to Archetype).

### Zwrot ku zagadnieniom komunikacji w latach 50.
We wczesnych latach 50. McLuhan zaczął prowadzić na Uniwersytecie w Toronto seminaria na temat komunikacji i kultury, wspierane finansowo przez Fundację Forda.
W tym też okresie opublikował swoją pierwszą ważną pracę The Mechanical Bride: Folklore of Industrial Man (Mechaniczna panna młoda: Folklor epoki przemysłowej, 1951). Książka, której roboczy tytuł brzmiał Guide to Chaos (Przewodnik po chaosie), długo nie mogła znaleźć wydawcy. Dopiero w 1948 roku rękopis przyjęło do druku wydawnictwo Vanguard Press, pod warunkiem dokonania przez autora znacznych skrótów: wprowadzanie zmian zajęło McLuhanowi kolejne 3 lata.
Główny wątek Mechanicznej panny młodej stanowił wpływ reklamy na społeczeństwo i kulturę. McLuhan chciał poddać analizie wszystko to, co należało do obszaru „mitologii codzienności”, a nie było do tej pory przedmiotem niczyjej uwagi. Chciał zgłębić wpływ mechanizacji i technologii na człowieka. Zgromadził w tym celu ogromną ilość reklam, rysunków, cytatów z popularnych pism kobiecych. Motywem przewodnim był związek techniki z seksualnością. McLuhan odwoływał się do sposobu prezentacji w mediach popularnych stereotypów związanych z płcią, erotyką i rolami społecznymi. McLuhan, dokonując istotnych skrótów w pierwotnej wersji pracy, uwypuklił rolę środków masowego przekazu w życiu Ameryki. Praca, analizując kluczowe zjawiska współczesnego świata, obnażyła amerykańskie złudzenia i sprzeczności nowoczesnego państwa.
Pierwsze recenzje Mechanicznej panny młodej nie były zbyt życzliwe. Książka ta nosi wszystkie charakterystyczne cechy stylu późniejszych prac McLuhana: niejednorodność formy, wielość powtórzeń, nielinearność kompozycji opartej na swobodnym zestawieniu cytatów i idei (technika kolażu).
W latach 50., również dzięki wsparciu finansowemu Fundacji Forda, we współpracy z antropologiem Edmundem Snowem Carpenterem, McLuhan zaczął wydawać pismo Explorations: Studies in Culture & Communication. Periodyk ukazywał się w ramach dwuletniego programu badawczego Changing Patterns of Language and Behaviour and The New Media of Communication (Zmienne wzorce języka i zachowań a nowe środki komunikacji). W projekcie brali udział przedstawiciele różnych dyscyplin naukowych: psycholog Carl Williams, ekonomista Tom Easterbrook i architekt Jacqueline Tyrwhitt, tworząc zalążek redakcji pisma. Do współpracy zaproszeni zostali też David Riesman, Sigfried Giedion, Robert Graves, Jacques Maritain i Edmund Leach. W ciągu dwóch lat ukazało się pięć numerów pisma. Antropolodzy zajmowali się badaniem sposobu komunikowania się w społecznościach przedpiśmiennych, ekonomiści analizowali komunikacyjną rolę pieniądza w gospodarce rynkowej, psycholodzy skoncentrowali się na sposobach postrzegania rzeczywistości a socjolodzy badali społeczny wymiar mediów. W latach 1956–1959, z uwagi na brak wsparcia finansowego, pismo ukazywało się nieregularnie. W 1960 roku wybór opublikowanych w periodyku tekstów ukazał się jako antologia Explorations in Communication.
W tym czasie McLuhan prowadził również seminarium, podczas którego studenci czytali prace Harolda Innisa, Edwarda Sapira i Benjamina Lee Whorfa.
McLuhan wspólnie z Haroldem Innisem, Erikiem Alfredem Havelockem, Northropem Fryem i Edmundem Snowem Carpenterem scharakteryzowani zostali jako Szkoła Komunikacji z Toronto.
Pod koniec lat 50. nazwisko McLuhana pojawiało się coraz częściej w wypowiedziach prasowych i radiowych. Jego pozycja w kręgach akademickich nie była jednak zbyt mocna, a głoszone przez niego koncepcje wywoływały liczne kontrowersje wśród teoretyków komunikacji. W okresie tym powstały podstawowe sformułowania McLuhana dotyczące mediów i ich wpływu na otaczający świat: pojęcie przestrzeni akustycznej, koncepcja medium jako przekazu, teza o opozycji między formą i treścią przekazu oraz koncepcja mediów jako przedłużenia zmysłów człowieka. McLuhan publikował w tym czasie także artykuły poświęcone kulturze popularnej – m.in. Sight, Sound, and the Fury, który ukazał się w głośnej antologii Mass Culture. The Popular Arts in America, pod redakcją Bernarda Rosenberga.
W 1959 roku National Association of Educational Broadcasters (Narodowe Stowarzyszenie Nadawców Programów Edukacyjnych) postanowiło sfinansować nowy projekt badawczy McLuhana i Harry’ego Scornii, który dotyczył ewolucji mediów oraz zmian jakie zachodzą w strukturach społecznych pod wpływem nowych technologii przekazu. McLuhan prowadził wówczas korespondencję z Peterem Druckerem, Berniem Muller-Thymem i Davidem Riesmanem. Nie udało się jednak w ramach programu opracować książki – powstał jedynie raport, który na użytek analizy środków masowego przekazu posługiwał się metodą krytyczną Ivora Armstronga Richardsa. Raport poświęcał dużo uwagi nowemu zjawisku, jakim była telewizja i jej wpływ na odbiorców. Tu po raz pierwszy McLuhan wprowadził koncepcje opozycji mediów zimnych (cool) i gorących (hot) o rozdzielczości niskiej (telewizja) lub wysokiej (radio). Koncepcja ta stała się przedmiotem ogólnej krytyki ze strony badaczy mediów i komunikacji. Tu też wprowadził pojęcie taktylności (rozumianej jako współdziałanie wszystkich zmysłów w odbieraniu bodźców przychodzących z zewnątrz i przeciwieństwo „wzrokowości”) oraz koncepcję „człowieka przedłużonego przez media”, w myśl której media nie stanowią jedynie przedłużenia danego zmysłu, ale przedłużenie ośrodkowego układu nerwowego.

### Rosnąca popularność w latach 60.
W 1962 ukazała się Galaktyka Gutenberga, najbardziej znana praca McLuhana. W zamyśle autora miała ona być realizacją nowego sposobu pisania zrywającego ze sztywnym tokiem naukowego dyskursu. Tekst miał mieć charakter mozaikowy, nielinearny, wielopłaszczyznowy i pozbawiony określonej perspektywy. Głównym tematem książki był wpływ druku (a w szczególności alfabetu fonetycznego) na kulturę nowoczesnej Europy i na świadomość człowieka. Przed-piśmiennej umysłowości oralnej McLuhan przeciwstawia umysłowość piśmienniczą, a z rewolucją związaną z upowszechnieniem druku wiąże powstanie państw narodowych, nacjonalizmu, indywidualizmu i dominacji racjonalizmu. Wśród dalszych konsekwencji wskazuje na uniformizację i standaryzację kultury. Mimo że książkę wyróżniono nagrodą państwową, nie spotkała się z życzliwym przyjęciem ze strony specjalistów.
McLuhan z czasem zdobywał sobie jednak coraz lepszą reputację i otrzymywał coraz więcej propozycji pracy z innych uniwersytetów. Aby go zatrzymać, University of Toronto stworzył w 1963 roku Centrum Kultury i Technologii (Centre for Culture and Technology).
W 1964 roku wydawnictwo McGraw-Hill opublikowało książkę Understanding Media. The Extensions of Man (Zrozumieć media. Przedłużenia człowieka). To najbardziej kontrowersyjne i najszerzej dyskutowane dzieło McLuhana sprzedało się wówczas w liczbie 100 tysięcy egzemplarzy. Przyniosło to McLuhanowi popularność w szerokich kręgach, a jednocześnie niechęć i wrogość w środowiskach akademickich. Koncepcje McLuhana stały się przedmiotem uwagi w artykułach wielu specjalistów oraz w recenzjach publikowanych na łamach „Timesa”, „Newsweeka” i „Life’u”. Jesienią 1965 roku „New York Herald Tribune”, wypowiadając się w imieniu czytelników, ogłosiła autora książki Zrozumieć media najważniejszym myślicielem od czasów Newtona, Darwina, Freuda, Einsteina i Pawłowa.
Jednak krytycy już w ciągu tygodnia od wydania Zrozumieć media uznali pracę McLuhana za „dziwaczne i synkretyczne taplanie się w naukowym mistycyzmie”, zarzucając mu sztuczne pojmowanie współczesnej sztuki, naiwną wiarę w technikę oraz prymitywne przekonanie o jedynie fizycznym odczuwaniu. Część z tych zarzutów wynikało z trudności w zrozumieniu koncepcji McLuhana, jednak niektóre z zarzutów okazały się trafne – na przykład te, które dotyczyły koncepcji związanych z ośrodkowym układem nerwowym, które McLuhan stworzył, nie mając prawie żadnego pojęcia o neurologii klinicznej. Wiele z idei McLuhana nie zostało zapewne wówczas właściwie zinterpretowanych.
Mimo sukcesu rynkowego wydawnictwo McGraw-Hill odrzuciło kolejną jego książkę The Medium is the Message (Środek przekazu jest przekazem). Ostatecznie wydana w 1967 roku nakładem wydawnictwa Bantam (obecnie pod kontrolą korporacji Random House) przyniosła krociowe zyski. W latach 1967–1970 wydano aż siedem publikacji autorstwa McLuhana, jednak ich zawartość merytoryczna zasadniczo powtarzała jedynie tezy przedstawione wcześniej w Zrozumieć media. McLuhan pracował w tym czasie nad kilkoma projektami badawczymi m.in. nad książką o twórczości Jamesa Joyce’a, nad publikacją Culture is Our Business, która stanowiła kontynuację Mechanicznej panny młodej (i opublikowana została ostatecznie w 1970 roku). Wydał też dwie inne pozycje książkowe War and Piece in the Global Village oraz Through the Vanishing Point. Do ugruntowania jego popularności jako guru popkultury i znawcy nowych mediów przyczynił się również wielostronicowy wywiad opublikowany w miesięczniku Playboy. W 1970 roku ukazała się jego kolejna książka From Cliché to Archetype napisana z kanadyjskim poetą Wilfredem Watsonem, w której punktem wyjścia była koncepcja archetypu Northropa Frye’a przedstawiona w pracy Anatomy of Criticism. W tym samym roku McLuhan został odznaczony Orderem Kanady. W 1971 roku ukazały się dwie publikacje poświęcone w całości twórczości McLuhana – obie dość krytyczne wobec jego koncepcji teoretycznych.

### Spadek popularności w latach 70.
W latach 70. McLuhan (choć chętnie wypowiadał się na różne tematy, także te nie związane z samymi mediami – jak na przykład aborcja, upadek wartości moralnych, narkotyki) wyraźnie tracił na popularności, jego nazwisko rzadziej pojawiało się w prasie, radiu i telewizji, a nowe książki nie spotykały się z większym zainteresowaniem czytelników. Z tego też względu ograniczył on swoją działalność twórczą, wydając (jako współautor) jedynie dwie pozycje książkowe Take Today i City as Classroom. W 1974 roku planował napisanie swoistego przewodnika po kulturze współczesnej. Przedłożył też w wydawnictwie McGraw-Hill swoją rozprawę doktorską, jednak wydawnictwo odrzuciło rękopis, podobnie jak oficyna wydawnicza Uniwersytetu w Toronto.
McLuhan pozostał na Uniwersytecie w Toronto do 1979 roku, przez większość czasu pełniąc rolę dyrektora Centrum Kultury i Technologii (z tym, że w roku akademickim 1967–1968 McLuhan otrzymał katedrę nauk humanistycznych imienia Alberta Schweitzera w Fordham University w Bronksie (Nowy Jork), a w 1975 roku, od kwietnia do maja, otrzymał katedrę imienia McDermotta na University of Texas w Dallas).
Od końca lat 50. McLuhan cierpiał na zaniki pamięci. W okresie pracy na Fordham zdiagnozowano u niego łagodny guz mózgu, który jednak był leczony z dobrymi efektami. Po operacji w 1967 roku bardzo szybko doszedł do siebie, jednak zabieg ten miał duży wpływ na jego życie. Stał się nadwrażliwy. Uznał kilka lat czytania za zupełnie stracone. Ignorował też nowy wynalazek, jakim był komputer, który zaczynał już w owych latach podbijać świat.
W okresie pracy w Toronto McLuhan mieszkał w Wychwood Park – sielankowej enklawie na wzgórzu, skąd można było podziwiać widok na śródmieście. W jego sąsiedztwie mieszkał uznany matematyk i psycholog Anatol Rapoport. Marshall i Corinne McLuhan mieli szóstkę dzieci (Eric, bliźnięta Mary i Teresa, Stephanie, Elizabeth i Michael). Posiadanie dużej rodziny zmusiło go do podejmowania zajęć w branży reklamowej, do udzielania się jako konsultant i wygłaszania wykładów na zlecenie dużych korporacji, między innymi takich jak IBM i AT&T. Mimo podupadającego zdrowia nie ograniczył też działalności dydaktycznej, podróżując z wykładami po Stanach Zjednoczonych i po Europie (Sztokholm, Ateny).
McLuhan stosował niekonwencjonalne metody nauczania, przez co wielu kolegów traktowało go z dużą (odwzajemnianą) niechęcią i odwodziło studentów od uczestnictwa w prowadzonych przez niego zajęciach. Być może dlatego wypromował jedynie siedmiu doktorów.
W 1979 roku McLuhan doznał udaru mózgu, co spowodowało częściowy paraliż ciała, ograniczyło jego zdolność do poruszania się i porozumiewania się z otoczeniem. W tym czasie czytywał mimo tego dzieła francuskich myślicieli: Jacques’a Derridy, Michela Foucaulta i Paula Ricoeura. Niedługo po udarze McLuhana władze Uniwersytetu w Toronto poczyniły kroki, by zamknąć jego centrum badawcze. Do zamknięcia jednak nie doszło z uwagi na liczne protesty (m.in. ze strony Edwarda Halla, Waltera Jacksona Onga, Neila Postmana, Johna Cage’a oraz Woody’ego Allena, w którego filmie Annie Hall McLuhan wystąpił w drobnym epizodzie).
McLuhan nigdy już nie odzyskał pełni zdrowia i zmarł we śnie ostatniego dnia 1980 roku. Pod koniec lat 80. ukazały się jeszcze dwie jego nieukończone prace (Laws of Media: The New Science i Changing Patterns of Language and Behaviour and the New Media of Communication).

### Powrót do dzieł McLuhana w epoce techniki cyfrowej
W dniu śmierci McLuhana szeroka popularność jego koncepcji należała już od dawna do przeszłości. Zainteresowanie jego dziełami wzrosło ponownie dopiero wraz z nadejściem rewolucji cyfrowej w latach 90. Pojawiły się wówczas liczne opracowania próbujące wytłumaczyć fenomen jego popularności i przedstawić miejsce jego poglądów w szerszym kontekście (np. związki z marksizmem, ze szkołą frankfurcką czy wpływ na koncepcje Jeana Baudrillarda).
McLuhan mimo początkowej niechęci do technologii, czytając prace Wienera, zafascynował się możliwością inteligentnej maszyny pomagającej człowiekowi. Według Jamesa Careya nie przyglądał się technice jako samodzielnej sile fizycznej (mechanicznej), postrzegał ją jako fizyczną i mentalną siłę dodatkową człowieka (przedłużenie), jako ciąg dalszych ludzkich negocjacji, ważna miała być interpretacja i wzajemny wpływ a nie "system wzajemnych przymusów między tym, co społeczne, a tym, co materialne".

## Poglądy

### Koncepcja „medium jest informacją”
Według koncepcji McLuhana treścią każdego środka przekazu jest zawsze inny środek przekazu. Na przykład pismo jest treścią druku, treść pisma stanowi mowa, a treścią mowy jest niewerbalny proces myślowy. W pracy Zrozumieć media McLuhan omawia funkcjonowanie medium na przykładzie światła elektrycznego. Stanowi ono jego zdaniem przykład czystej informacji, dopóki nie zostanie wykorzystane w konkretnej sytuacji (np. do oświetlenia meczu albo przy operacji chirurgicznej). Sytuacje te stają się wówczas swego rodzaju „treścią” światła, jako że bez sztucznego oświetlenia nie mogłyby one mieć miejsca. W ten sposób światło jako medium kształtuje formę podejmowanych przez ludzi działań i interakcji.
W sensie praktycznym i funkcjonalnym środek sam jest więc przekazem, a każda nowo wynaleziona technologia dodaje siebie do tego, czym już jesteśmy. Medium stanowi zatem przedłużenie stosującego je człowieka, chociaż on sam nie uświadamia sobie zwykle charakteru zmiany, która zachodzi wraz z nowym przełomem technologicznym. Zdaniem McLuhana dzieje się tak, ponieważ oddziaływanie techniki nie ujawnia się na poziomie opinii lub koncepcji, ale trwale, nie napotykając na żaden opór, zmienia proporcje zmysłów lub wzorce percepcji. Dlatego skala zmian, które zachodzą w społeczeństwie po wprowadzeniu nowego medium nie zależy nigdy od tego, czy społeczeństwo je zaakceptuje.

### Media gorące i zimne
Zgodnie z koncepcją McLuhana środek gorący (np. radio lub film) to taki, który przedłuża pojedynczy zmysł odbiorcy z wysoką rozdzielczością, czyli wytwarza u niego stan silnego nasycenia danymi. Medium zimne (np. mowa, telefon lub telewizja) charakteryzuje się natomiast niską rozdzielczością przekazu, który odbiorca musi aktywnie uzupełnić o to, czego w nim brakuje. Media gorące nie pozostawiają odbiorcy wiele do uzupełnienia, nie wymagając tym samym większego zaangażowania w proces komunikacji.
Według niego prawdziwą rewolucję w sferze mass mediów przyniesie telewizja za sprawą jej cech, takich jak multisensoryczność (oddziaływanie na wiele zmysłów jednocześnie). Poprzez nią telewizja sprawia, że widzowie chcą uczestniczyć we współczesnej kulturze, która nie ma granic (tzw. "globalnej wiosce"), w której każdy jest w relacji z każdym  Zależnie od tego, jakiego typu środki przekazu dominują w danej społeczności w oparciu o zaproponowaną przez McLuhana klasyfikację mediów, można wyróżnić zimne i gorące społeczeństwa. Społeczeństwo niepiśmiennych, nomadycznych łowców-zbieraczy jest więc w tym sensie społeczeństwem „zimnym”, a osiadłe społeczeństwo przemysłowe – społeczeństwem „gorącym”. Podobnie w odniesieniu do „gorącej” kultury miasta za „zimną” możemy uznać tradycyjną kulturę wiejską. Zaimplementowanie medium gorącego w realiach kultury zimnej prowadzi do jej rozbicia i przetworzenia według nowego wzoru, ponieważ intensywność lub wysoka rozdzielczość środków przekazu powodują rosnącą specjalizację ich użytkowników, fragmentaryzację społecznego doświadczenia, a jednocześnie ujednolicenie przestrzeni politycznej oraz form rozrywki. Z tego rodzaju transformacją mieliśmy do czynienia w Europie wraz z upowszechnieniem się druku.
W społeczeństwach o różnej strukturze komunikacyjnej stosowanie środków zimnych i gorących może prowadzić do odmiennych skutków. Zdaniem McLuhana odbiorca „zimny” nie jest np. w stanie traktować filmu fabularnego (medium gorące) jako rozrywki, będzie on budził u niego przede wszystkim niepokój. Z drugiej strony, formy rozrywki właściwe dla mediów zimnych mogą rodzić podobne reakcje w ramach kultury gorącej. Na przykład rywalizacja sportowa (medium zimne) pomiędzy reprezentantami Stanów Zjednoczonych i Związku Radzieckiego w realiach zimnej wojny tworzy napięcie zamiast je rozładowywać.

## Publikacje
- The Mechanical Bride (1951)
- Galaktyka Gutenberga. Tworzenie człowieka druku (The Gutenberg Galaxy : The Making of Typographic Man 1962, wyd. pol. Narodowe Centrum Kultury, 2017)
- Zrozumieć media: Przedłużenia człowieka (Understanding Media: The Extensions of Man 1964, wyd. pol. Wydawnictwa Naukowo-Techniczne, 2004 ISBN 83-204-2895-5)
- From Cliché to Archetype (1970, razem z W. Watsonem)
- City as Classroom (1977, razem z K. Hutchonen i E. McLuhanem)

### Inne tłumaczenia na język polski
- Wybór pism, Warszawa 1975, Wydawnictwa Artystyczne i Filmowe.
- Wybór tekstów – Marshall McLuhan, Poznań 2001, Wydawnictwo Zysk i S-ka (Essential Marshall McLuhan), ISBN 83-7150-692-9.

## Piśmiennictwo nawiązujące do prac McLuhana
- Krzysztof Loska Dziedzictwo McLuhana między nowoczesnością a ponowoczesnością, Kraków 2001, Wyd. Rabid, ISBN 83-88668-07-2.
- Sokołowski Marek (red.) Definiowanie McLuhana. Media a perspektywy rozwoju rzeczywistości wirtualnej, Olsztyn 2006, Kastalia Oficyna Wydawnicza, s. 415, ISBN 83-915484-5-7.
- Kalina Kukiełko-Rogozińska, Między nauką a sztuką. Teoria i praktyka artystyczna w ujęciu Marshalla McLuhana, Warszawa 2014, Narodowe Centrum Kultury, s. 282, ISBN 978-83-7982-035-1
- Bartłomiej Knosala, Projekt nauki nowej Marshalla McLuhana. Filozoficzne konsekwencje zmian form komunikacji. Kraków 2017, TAiWPN Universitas, s. 252, ISBN 97883-242-3034-1.
- Artur Skweres, McLuhan’s Galaxies: Science Fiction Film Aesthetics in Light of Marshall McLuhan’s Thought, Cham 2019, Springer, s. 110, ISBN 978-3030041038.